# Edda (nagroda filmowa)
Edda (isl. Edduverðlaunin) – najważniejsza islandzka nagroda przeznaczona dla twórców filmowych i telewizyjnych, przyznawana od 1999.
Prawo wstępnego zgłaszania kandydatów do nagrody mają wszyscy islandzcy producenci filmów fabularnych, dokumentalnych i krótkometrażowych, a także programów telewizyjnych i teledysków. Następnie kilka komitetów preselekcyjnych wybiera z nich te produkcje i osoby, które otrzymują nominacje do Eddy. Gdy lista nominowanych jest już gotowa, zaczynają się dwa równoległe głosowania – jedno wśród członków Islandzkiej Akademii Filmu i Telewizji, a drugie wśród internautów. Na koniec rezultaty obu głosowań są przeliczane tak, że 70% ostatecznej punktacji wynika z głosowania członków Akademii, a 30% z decyzji publiczności w Internecie. Kto zbierze najwięcej punktów, otrzymuje nagrodę.
Eddy wręczane są w Reykjaviku podczas ceremonii organizowanej w październiku lub listopadzie każdego roku. W ciągu lat zmieniało się jednak miejsce:
- 1999: Reykjavik City Theatre w Reykjaviku
- 2000: National Theatre w Reykjaviku
- 2001: Hótle Ěslandi w Reykjaviku
- 2002: National Theatre w Reykjaviku
- 2003-2006: Nordica Hotel w Reykjaviku
- 2007: Hótel Hilton Nordica w Reykjaviku

## Przyznane nagrody Edda według kategorii
Poza kategoriami filmowymi, cześć nagród przyznawana jest osobom związanym z telewizją, np. osobowościom telewizyjnym i reporterom. W późniejszych edycjach konkursu zaczęto przyznawać nagrody za charakteryzację, kostiumy i efekty wizualne.
| Rok  | Najlepszy film                                                             | Reżyseria                   | Scenariusz                                                                                    | Muzyka / dźwięk                                                                                     | Zdjęcia / montaż                                                         | Film krótkometrażowy    | Film dokumentalny                             | Aktor pierwszoplanowy / aktorka pierwszoplanowa         | Aktor drugoplanowy / aktorka drugoplanowa                  | Nagroda honorowa                     |
| ---- | -------------------------------------------------------------------------- | --------------------------- | --------------------------------------------------------------------------------------------- | --------------------------------------------------------------------------------------------------- | ------------------------------------------------------------------------ | ----------------------- | --------------------------------------------- | ------------------------------------------------------- | ---------------------------------------------------------- | ------------------------------------ |
| 1999 | Honor domu                                                                 | Guðný Halldórsdóttir        |                                                                                               | Hilmar Örn Hilmarsson                                                                               |                                                                          |                         | Sönn íslensk sakamál                          | Ingvar Eggert Sigurðsson / Tinna Gunnlaugsdóttir        |                                                            | Indriði G. Þorsteinsson              |
| 2000 | Anioły wszechświata                                                        | Friðrik Þór Friðriksson     | Baltasar Kormákur                                                                             | Sigur Rós, Hilmar Örn Hilmarsson                                                                    | Kjartan Kjartansson                                                      |                         | Síðasti valsinn                               | Ingvar Eggert Sigurðsson / Björk                        | Björn Jörundur Friðbjörnsson / Margrét Helga Jóhannsdóttir |                                      |
| 2001 | Śmiech mewy                                                                | Ágúst Guðmundsson           | Ágúst Guðmundsson                                                                             | | Þorfinnur Guðnason                                                       |                         | Lalli Johns                                   | Jón Gnarr / Margrét Vilhjálmsdóttir                     | Hilmir Snær Guðnason / Kristbjörg Kjeld                    | Gunnar Eyjólfsson / Kristbjörg Kjeld |
| 2002 | Morze                                                                      | Baltasar Kormákur           | Baltasar Kormákur, Ólafur Haukur Símonarson                                                   | | Valdís Óskarsdóttir                                                      | Litla lirfan ljóta      | W butach ze smoczej skóry                     | Gunnar Eyjólfsson / Elva Ósk Ólafsdóttir                | Sigurður Skúlason / Herdís Þorvaldsdóttir                  | Magnús Magnússon                     |
| 2003 | Nói albinói                                                                | Dagur Kári                  | Dagur Kári                                                                                    | Sigur Rós                                                                                           |                                                                          | Karamellumyndin         | Hlemmur                                       | Tómas Lemarquis / Didda Jónsdóttir                      | Þröstur Leó Gunnarsson / Edda Heidrún Backman              | Knútur Hallsson                      |
| 2004 | Zimne światło                                                              | Hilmar Oddsson              | Huldar Breiðfjörð                                                                             | | Sigurður Sverrir Pálsson                                                 | Ostatnia farma          | Blindsker                                     | Ingvar Eggert Sigurðsson                                | Kristbjörg Kjeld                                           | Páll Steingrímsson                   |
| 2005 | Zakochani widzą słonie                                                     | Dagur Kári                  | Dagur Kári, Rune Schjøtt                                                                      | Slowblow                                                                                            | Bergsteinn Björgúlfsson                                                  | Töframaðurinn           | Africa United                                 | Ilmur Kristjánsdóttir                                   | Pálmi Gestsson                                             | Vilhjálmur Hjálmarsson               |
| 2006 | Bagno                                                                      | Baltasar Kormákur           | Ragnar Bragason, Gísli Örn Garðarsson, Nína Dögg Filippusdóttir, Ólafur Darri Ólafsson        | Mugison                                                                                             |                                                                          | Anna og skapsveiflurnar | Skuggabörn                                    | Ingvar Eggert Sigurðsson                                | Atli Rafn Sigurðsson                                       | Magnús Scheving                      |
| 2007 | Rodzice                                                                    | Ragnar Bragason             | Ragnar Bragason, Nanna Kristín Magnúsdóttir, Ingvar Eggert Sigurðsson, Víkingur Kristjánsson  | Gunnar Árnason                                                                                      | Bergsteinn Björgúlfsson                                                  | Skröltormar             | Syndir feðranna                               | Hera Hilmarsdóttir                                      | Jörundur Ragnarsson                                        | Árni Páll Jóhannsson                 |
| 2008 | Wesele w białą noc                                                         | Baltasar Kormákur           | Arnaldur Indriðason, Óskar Jónasson                                                           | Barði Jóhannsson / Kjartan Kjartansson                                                              | Bergsteinn Björgúlfsson / Elísabet Ronaldsdóttir                         | Dwa ptaszki             |                                               | Hilmir Snær Guðnason                                    | Þröstur Leó Gunnarsson / Ólafía Hrönn Jónsdóttir           | Friðrik Þór Friðriksson              |
| 2009 | Przyznano tylko nagrodę za charakteryzację, którą otrzymała Ragna Fossberg |                             |                                                                                               | |                                                                          |                         |                                               |                                                         |                                                            |                                      |
| 2010 | Pan Bjarnfreðarson                                                         | Ragnar Bragason             | Pétur Jóhann Sigfússon, Jón Gnarr, Jóhann Ævar Grímsson, Ragnar Bragason, Jörundur Ragnarsson | Hilmar Örn Hilmarsson / Gunnar Árnason                                                              | Bergsteinn Björgúlfsson / Sverrir Kristjánsson, Guðni Hilmar Halldórsson | Njálsgata               | Draumalandið                                  | Jón Gnarr / Kristbjörg Kjeld                            | Björn Thors / Guðrún Gísladóttir                           |                                      |
| 2011 | Wir                                                                        | Árni Ólafur Ásgeirsson      | Ottó Geir Borg / Ólafur Egilsson / Árni Ólafur Ásgeirsson                                     | Slowblow / Ingvar Lundberg, Kjartan Kjartansson                                                     | G. Magni Ágústsson / Valdís Óskarsdóttir / Eva Lind Höskuldsdóttir       | Clean                   | Feathered Cocaine                             | Ólafur Darri Ólafsson / Nína Dögg Filippusdóttir        | Þorsteinn Bachmann / Elma Lísa Gunnarsdóttir               | Hrafn Gunnlaugsson                   |
| 2012 | Wulkan                                                                     | Rúnar Rúnarsson             | Rúnar Rúnarsson                                                                               | Hilmar Örn Hilmarsson / Gunnar Árnason                                                              | Árni Filippusson / Elísabet Ronaldsdóttir                                | Come to Harm            | Andlit norðursins                             | Theodór Júlíusson / Margrét Helga Jóhannsdóttir         | Þorsteinn Bachmann / María Heba Þorkelsdóttir              | Vilhjálmur Knudsen                   |
| 2013 | Na głębinie                                                                | Baltasar Kormákur           | Óskar Þór Axelsson                                                                            | Ben Frost, Daníel Bjarnason / Kjartan Kjartansson, Ingvar Lundberg                                  | Sverrir Kristjánsson, Elísabet Ronaldsdóttir                             | Sailcloth               | Hrafnhildur – Heimildamynd um kynleiðréttingu | Ólafur Darri Ólafsson / Sara Dögg Ásgeirsdóttir         | Damon Younger / María Birta Bjarnadóttir                   | Kristín Jóhannesdóttir               |
| 2014 | O koniach i ludziach                                                       | Benedikt Erlingsson         | Benedikt Erlingsson                                                                           | Pétur Ben / Huldar Freyr Arnarson                                                                   | Bergsteinn Björgúlfsson / Valdís Óskarsdóttir                            | Fiord wielorybów        | Hvellur                                       | Ingvar Eggert Sigurðsson / Þorbjörg Helga Þorgilsdóttir | Ingvar Eggert Sigurðsson / Halldóra Geirharðsdóttir        | Sigríður Margrét Vigfúsdóttir        |
| 2015 | Życie na kredycie                                                          | Baldvin Zophoníasson        | Baldvin Zophoníasson, Birgir Örn Steinarsson                                                  | Ólafur Arnalds / Árni Benediktsson, Huldar Freyr Arnarsson, Pétur Einarsson                         | Jóhann Máni Jóhannsson / Sigurbjörg Jónsdóttir                           | Hjónabandssæla          | Uderzenie                                     | Þorsteinn Bachmann / Hera Hilmarsdóttir                 | Helgi Björnsson / Nanna Kristín Magnúsdóttir               | Ómar Ragnarsson                      |
| 2016 | Barany. Islandzka opowieść                                                 | Grímur Hákonarson           | Grímur Hákonarson                                                                             | Jóhann Jóhannsson, Hildur Guðnadóttir, Rutger Hoedemækers / Huldar Freyr Arnarson, Björn Viktorsson | Sturla Brandth Grøvlen / Kristján Loðmfjörð                              | Regnbogapartý           | Hvað er svona merkilegt við það?              | Sigurður Sigurjónsson / Steinunn Ólína Þorsteinsdóttir  | Theodór Júlíusson / Birna Rún Eiríksdóttir                 | Ragna Fossberg                       |
| 2017 | Serce z kamienia                                                           | Guðmundur Arnar Guðmundsson | Guðmundur Arnar Guðmundsson                                                                   | Hildur Guðnadóttir / Huldar Freyr Arnarson                                                          | Sturla Brandth Grøvlen / Anne Østerud, Janus Billeskov Jansen            | Ungar                   | W środku wulkanu                              | Blær Hinriksson / Hera Hilmarsdóttir                    | Gísli Örn Garðarsson / Nína Dögg Filippusdóttir            | Gunnar Baldursson                    |

Źródła: